# Южноазиатские пляжные игры 2011
1-е Южноазиатские пляжные игры состоялись в Хамбантоте (Шри-Ланка) в 2011 году. Это было первым случаем, когда Шри-Ланка принимала Южноазиатские пляжные игры и крупнейшим спортивным событием в истории Хамбантоты. Церемония открытия состоялась 8 октября 2011 года, а закрытия — 14 октября. Спортсмены из 8 стран приняли участие в состязаниях по 10 видам спорта.

## Виды спорта
- Баскетбол
- Пляжный футбол
- Пляжный гандбол
- Кабадди
- Нетбол
- Пляжный волейбол
- Плавание
- Навыки спасателя
- Тентпеггинг
- Виндсёрфинг

## Итоги Игр
| Место | Страна     | Золото | Серебро | Бронза | Всего |
| ----- | ---------- | ------ | ------- | ------ | ----- |
| 1     | Индия      | 11     | 9       | 7      | 27    |
| 2     | Шри-Ланка  | 9      | 10      | 9      | 28    |
| 3     | Пакистан   | 5      | 2       | 4      | 11    |
| 4     | Непал      | 1      | 2       | 6      | 8     |
| 5     | Бангладеш  | 1      | 1       | 1      | 3     |
| 6     | Мальдивы   | 0      | 1       | 2      | 3     |
| 7     | Афганистан | 0      | 1       | 0      | 1     |
| 8     | Бутан      | 0      | 0       | 0      | 0     |